# Городенковский район
Городе́нковский райо́н (укр. Городенківський район) — упразднённая административная единица Ивано-Франковской области Украины. Административный центр — город Городенка.
Создан в 1940 году, площадь составляет 747 км². В состав района входит один город (Городенка), один посёлок городского типа (Чернелица) и 48 сельских поселений.
Председатель районного совета — Иван Мандич.
Городенка, Снятын, Коломыя, Тлумач Тысьменица, а также некоторые сёла Городнековского района входят в состав исторической местности Покутье.
Самой большой рекой района (и, одновременно, границей с Тернопольской областью) Днестр, протекающий вдоль территории района с северо-запада на юго-восток.